# Jastków (gromada)
Jastków – dawna gromada, czyli najmniejsza jednostka podziału terytorialnego Polskiej Rzeczypospolitej Ludowej w latach 1954–1972.
Gromady, z gromadzkimi radami narodowymi (GRN) jako organami władzy najniższego stopnia na wsi, funkcjonowały od reformy reorganizującej administrację wiejską przeprowadzonej jesienią 1954 do momentu ich zniesienia z dniem 1 stycznia 1973, tym samym wypierając organizację gminną w latach 1954–1972.
Gromadę Jastków z siedzibą GRN w Jastkowie utworzono – jako jedną z 8759 gromad na obszarze Polski – w powiecie lubelskim w woj. lubelskim na mocy uchwały nr 12 WRN w Lublinie z dnia 5 października 1954. W skład jednostki weszły obszary dotychczasowych gromad Jastków, Sieprawice, Panieńszczyzna, Piotrawin, Józefów, Snopków i Natalin oraz miejscowość Dąbrowica-Barak kol. z dotychczasowej gromady Dąbrowica ze zniesionej gminy Jastków w tymże powiecie. Dla gromady ustalono 27 członków gromadzkiej rady narodowej.
1 stycznia 1960 do gromady Jastków włączono kolonię Marysin ze zniesionej gromady Jakubowice w tymże powiecie.
1 stycznia 1969 do gromady Jastków włączono wsie Dąbrowica i Dębówka ze zniesionej gromady Dąbrowica w tymże powiecie.
Gromada przetrwała do końca 1972 roku, czyli do kolejnej reformy gminnej. 1 stycznia 1973 w powiecie lubelskim reaktywowano gminę Jastków.